# 文峰街道 (汾阳市)
文峰街道，是中华人民共和国山西省吕梁市汾阳市下辖的一个乡镇级行政单位。

## 行政区划
文峰街道下辖以下地区：
西府社区、鼓楼南社区、小南关社区、海洪社区、南薰楼社区、建昌村、昌宁宫村、东南村、东关村、南关村和洪南社村。